# Iglesia de Nuestra Señora de Luján (Uribelarrea)
Iglesia Nuestra Señora de Luján es una iglesia ubicada en la localidad de Uribelarrea, dentro del partido de Cañuelas (provincia de Buenos Aires, Argentina). Se encuentra en frente a su plaza principal.

## Historia
La iglesia fue construida en recuerdo a la difunta esposa del rico hacendado Miguel Nemesio de Uribelarrea (dueño por aquel entonces de toda la zona que hoy es la localidad)  Manuela D. F. Azcuénaga de Uribelarrea. Fue inaugurada el 18 de diciembre de 1890, coincidiendo con el aniversario de su casamiento.
Fue diseñada por el arquitecto Pedro Benoit.

## Descripción
La misma tiene un estilo neo gótico, y en su interior cuenta con vitraux originales de la época. En el patio, se encuentran los restos de su fundador, Miguel Nemesio De Uribelarrea.
Los días domingos se realiza una feria artesanal a la entrada de la Iglesia.
La parroquia de Uribelarrea fue elevada a la jerarquía de Santuario (una escala intermedia entre Iglesia y Catedral) durante los actos del 120 aniversario de Uribelarrea el 18 de diciembre de 2010.
El vicario general de la Diócesis de Gregorio de Laferrere, Monseñor Martín Moyano, leyó el decreto 404 del obispo Juan Horacio Suárez, declarando la parroquia como Santuario, según los cánones 1230 y siguientes del Código de Derecho Canónico. La parroquia Nuestra Señora de Luján es la primera de la Diócesis que obtiene esta jerarquía.
Entre las motivaciones para tal distinción, monseñor Suárez destacó la gran afluencia de fieles de otras latitudes de la diócesis; la importancia histórica de la parroquia y el Colegio Agrícola Don Bosco; y la presencia en esas tierras de los beatos Ceferino Namuncurá y Artémides Zatti, con su testimonio de santidad.
Asimismo, destacó el “fecundo apostolado” de los padres salesianos durante 118 años y el compromiso cristiano de Miguel Uribelarrea y su esposa, doña Manuela.
Por último, el obispo puso de relieve la concurrencia de distintos acontecimientos históricos: 380 años de la Virgen de Luján, patrona nacional y titular de la parroquia; el bicentenario argentino; los 120 años de la fundación de la iglesia y del pueblo; los 90 años de la inauguración del templo; los 10 años de la creación de la diócesis; y el primer lustro del pontificado de Benedicto XVI.
De ahora en adelante los fieles que participen de todas las misas del 8 de cada mes, y a quienes rezaren el Santo Rosario ante la imagen coronada de la Virgen de Luján, se les otorgará la indulgencia parcial de acuerdo al canon 995 inciso 1 del Código de Derecho Canónico.
En su decreto, Monseñor Suárez destacó que el objetivo de esta declaración es fortalecer la fe popular, “ya que el sólo hecho de caminar hacia un santuario es un acto de fe. En un santuario muchos peregrinos toman decisiones que marcan sus vidas. Esas paredes contienen numerosos ejemplos de conversión, perdón y dones recibidos que millones podrían contar”.

## "Evita" de Alan Parker
En el interior y exterior de la misma se filmó en el año 1996 la película "Evita" de Alan Parker (con Madonna como protagonista), aunque la misma no aparece en dicha escena, sino que aparece una niña personalizando a Eva Perón en su infancia.